# Bengt Virdestam
Bengt Gösta Virdestam, född 16 augusti 1931 i Älmhults församling, Kronobergs län, död 23 januari 1975 i Sofia församling, Stockholms län, var en svensk skådespelare.

## Biografi
Efter realexamen i Osby 1949 studerade han vid Göteborgs scenskola 1952–1955 innan han blev anställd vid Göteborgs stadsteater. Han var även verksam vid Riksteatern, Helsingborgs stadsteater, Uppsala Stadsteater, Folkteatern i Göteborg, Dramaten och Stockholms stadsteater.
Bengt Virdestam var son till Gotthard Virdestam och hans hustru Elsa, född Swanberg. Han var gift 1956–1968 med skådespelaren Sigrid Lindström, med vilken han fick en son. Han gifte 1969 om sig med perukmakaren Mariann Tenne, och med henne fick han en dotter.

## Utmärkelser och priser
År 1959 tilldelades Virdestam Gösta Ekmans nordiska minnesfonds stipendium.

## Filmografi
- 1962 – Chans: Boxaren
- 1965 – Juninatt: Dan

## Teater

### Roller
| År   | Roll                     | Produktion                                                                                              | Regi                                             | Teater                           |
| ---- | ------------------------ | --- | ------------------------------------------------ | -------------------------------- |
| 1951 |                          | Robespierre Rudolf Värnlund                                                                             | Johan Falck                                      | Norrköping-Linköping stadsteater |
| 1952 |                          | Drömresan Gunnar Falk                                                                                   | Sture Ericson                                    | Norrköping-Linköping stadsteater |
| 1953 | Moony                    | Moony's grabb gråter inte Tennessee Williams                                                            | Lars-Erik Liedholm                               | Korallen, Stenungsund            |
| 1956 | Harry Challoner          | Min fru på drift Noël Coward                                                                            | Per-Axel Branner                                 | Lisebergsteatern                 |
| 1956 |                          | Under trädet ligger yxan Tormod Skagestad                                                               | Bengt Lagerkvist                                 | Riksteatern                      |
| 1957 |                          | Job Klockmakares dotter Sara Lidman                                                                     | Gösta Terserus                                   | Riksteatern                      |
| 1957 | Pierre Gringoire         | Gringoire Théodore de Banville                                                                          | Gösta Terserus                                   | Parkteatern                      |
| 1958 | Osvald Alving            | Gengångare Henrik Ibsen                                                                                 | Börje Mellvig                                    | Riksteatern                      |
| 1958 | Christopher Wren         | Råttfällan Agatha Christie                                                                              | Börje Mellvig                                    | Blancheteatern                   |
| 1958 |                          | Körsbärsträdgården Anton Tjechov                                                                        | Sandro Malmquist                                 | Riksteatern                      |
| 1959 | Olaus Petri              | Mäster Olof August Strindberg                                                                           | Sandro Malmquist                                 | Riksteatern                      |
| 1959 | Floré                    | Fridas visor eller Oscars fyra bekymmer eller En vecka i Lilla Paris Gösta Sjöberg                      | Frank Sundström                                  | Helsingborgs stadsteater         |
| 1959 | Baron Belazor            | Generalen på skolbänken Jean Anouilh                                                                    | Palle Granditsky                                 | Helsingborgs stadsteater         |
| 1959 | Marco                    | Utsikt från en bro Arthur Miller                                                                        | Frank Sundström                                  | Helsingborgs stadsteater         |
| 1959 | Orlando                  | Som ni behagar William Shakespeare                                                                      | Frank Sundström                                  | Helsingborgs stadsteater         |
| 1960 | Clive                    | Femfingerövning Peter Shaffer                                                                           | Frank Sundström                                  | Helsingborgs stadsteater         |
| 1960 | Tristan                  | Förbjudet att älska eller Trädgårdsmästarens hund (Comedia famosa del Perro del hortelano) Lope de Vega | Frank Sundström                                  | Helsingborgs stadsteater         |
| 1960 | Hamlet                   | Hamlet William Shakespeare                                                                              | Frank Sundström                                  | Helsingborgs stadsteater         |
| 1961 | Villebosse               | Så tuktas kärleken Jean Anouilh                                                                         | Eva Sköld                                        | Helsingborgs stadsteater         |
| 1961 | Konstapeln               | Ung och grön Dorothy Reynolds och Julian Slade                                                          | Frank Sundström Jan Hemmel                       | Helsingborgs stadsteater         |
| 1961 |                          | Den farliga vänskapen Pierre de Marivaux                                                                | Frank Sundström                                  | Uppsala stadsteater              |
| 1961 | Billy                    | Lögnhalsen Keith Waterhouse och Willis Hall                                                             | Michael Elliott                                  | Uppsala stadsteater              |
| 1961 |                          | Balkongen Jean Genet                                                                                    | Frank Sundström                                  | Uppsala stadsteater              |
| 1961 | Mercutio                 | Romeo och Julia William Shakespeare                                                                     | Frank Sundström                                  | Uppsala stadsteater              |
| 1962 | Emanuel Swedenborg       | Karl XII August Strindberg                                                                              | Frank Sundström                                  | Uppsala stadsteater              |
| 1962 |                          | Hjälten Alfred Werner                                                                                   | Sandro Malmquist                                 | Uppsala stadsteater              |
| 1962 |                          | Kassabrist Vilhelm Moberg                                                                               | Johan Bergenstråhle                              | Uppsala stadsteater              |
| 1962 | Erasmus Montanus         | Erasmus Montanus Ludvig Holberg                                                                         | Gösta Terserus                                   | Parkteatern                      |
| 1963 | Orlando                  | Som ni behagar William Shakespeare                                                                      | Frank Sundström                                  | Uppsala stadsteater              |
| 1963 | Le Bret                  | Cyrano de Bergerac Edmond Rostand                                                                       | Hans Abramson                                    | Uppsala stadsteater              |
| 1963 |                          | Desertören Bengt V. Wall                                                                                | Frank Sundström                                  | Uppsala stadsteater              |
| 1963 | Baron Ripafratta         | Värdshusvärdinnan Carlo Goldoni                                                                         | Kåre Santesson                                   | Fästningsspelen i Varberg        |
| 1963 | Bob McKellaway           | Mary, Mary Jean Kerr                                                                                    | Hans Bergström                                   | Folkteatern, Göteborg            |
| 1963 | Lisardo                  | Hus med dubbel ingång Pedro Calderón de la Barca                                                        | Kurt-Olof Sundström                              | Folkteatern, Göteborg            |
| 1964 |                          | Borgmästaren Gert Hofmann                                                                               | Kurt-Olof Sundström                              | Folkteatern, Göteborg            |
| 1964 |                          | Famfam Jean-Pierre Ferrier, Ricet Barrier och Bernard Lelou                                             | Jackie Söderman                                  | Folkteatern, Göteborg            |
| 1964 | Vladimir                 | Spel om lycka Françoise Sagan                                                                           | Ellen Isefiær                                    | Folkteatern, Göteborg            |
| 1964 | Proteus                  | Två herrar från Verona William Shakespeare                                                              | Kurt-Olof Sundström                              | Folkteatern, Göteborg            |
| 1965 | Bernie Slovenk           | De kärlekslösa William Inge                                                                             | Helge Hagerman                                   | Folkteatern, Göteborg            |
| 1965 | Sandy Tyrell             | Höfeber Noël Coward                                                                                     | Kurt-Olof Sundström                              | Folkteatern, Göteborg            |
| 1965 | Henrik                   | Maskerad Ludvig Holberg                                                                                 | Ellen Bergman                                    | Fästningsspelen i Varberg        |
| 1965 | Bödeln Lärde III         | Isabella Dario Fo                                                                                       | Frank Sundström                                  | Stockholms stadsteater           |
| 1965 | Bayard, elektriker       | Episod i Vichy Arthur Miller                                                                            | Lars-Levi Læstadius                              | Stockholms stadsteater           |
| 1965 | Konstapeln               | Tokiga grevinnan Jean Giraudoux                                                                         | Frank Sundström                                  | Stockholms stadsteater           |
| 1966 | En ung neger             | Tunnelbanan Leroi Jones                                                                                 | Sten Lonnert                                     | Stockholms stadsteater           |
| 1966 | Mr. Ash                  | Den sista negervaudevillen Lorees Yerby                                                                 | Sten Lonnert                                     | Stockholms stadsteater           |
| 1966 | Pantagleize              | Dagen lovar att bli vacker Michel de Ghelderode                                                         | Frank Sundström                                  | Stockholms stadsteater           |
| 1966 | Konstnären               | Sprutt John Antrobus                                                                                    | Göran Graffman                                   | Stockholms stadsteater           |
| 1967 | Sonen                    | Hela dagarna i träden Marguerite Duras                                                                  | Lars Engström                                    | Stockholms stadsteater           |
| 1967 |                          | Sten Stensson Steen från Eslöv Carro Bergkvist                                                          | Leif Amble-Naess                                 | Fredriksdalsteatern              |
| 1967 | Peer                     | Peer Gynt Henrik Ibsen                                                                                  | Jerk Liljefors                                   | Riksteatern                      |
| 1968 | Den okände               | Christina Lars Forssell                                                                                 | Frank Sundström                                  | Stockholms stadsteater           |
| 1968 | Caliban                  | Stormen William Shakespeare                                                                             | Donya Feuer                                      | Dramaten                         |
| 1969 | Peter                    | Flickan i kulturhuset Mats Ödeen                                                                        | Mats Ödeen                                       | Dramaten                         |
| 1969 | Myntar-Mathias           | Tolvskillingsoperan Bertolt Brecht och Kurt Weill                                                       | Alf Sjöberg                                      | Dramaten                         |
| 1969 | Medverkande              | Flotten Kent Andersson                                                                                  | Lars Göran Carlson                               | Dramaten                         |
| 1969 | Baron Tusenbach          | Tre systrar Anton Tjechov                                                                               | Keve Hjelm                                       | Dramaten                         |
| 1970 | Brutus                   | Coriolanus William Shakespeare                                                                          | Alf Sjöberg                                      | Dramaten                         |
| 1970 | Ivanov                   | Leo Tolstojs testamente Arne Törnqvist                                                                  | Mats Ek                                          | Dramaten                         |
| 1970 | Målarn                   | Brända tomten August Strindberg                                                                         | Alf Sjöberg                                      | Dramaten                         |
| 1971 | Strejkbrytare Löjtnant 2 | Sol, vad vill du mig? Birger Norman                                                                     | Ingvar Kjellson                                  | Dramaten                         |
| 1971 | Herr Bengt               | Strindbergs Margit August Strindberg                                                                    | Alf Sjöberg                                      | Dramaten                         |
| 1971 | Per                      | Lycko-Pers resa August Strindberg                                                                       | Ingvar Kjellson                                  | Dramaten                         |
| 1971 | Gustav                   | Fordringsägare August Strindberg                                                                        | Solveig Ternström Bengt Virdestam Börje Ahlstedt | Dramaten                         |
| 1972 | Samuel                   | Välkommen Allan Edwall                                                                                  | Mimi Pollak                                      | Dramaten                         |
| 1972 | Laurentius Andrae        | Mäster Olof August Strindberg                                                                           | Alf Sjöberg                                      | Dramaten                         |
| 1972 | Advokat Helmer           | Ett dockhem Henrik Ibsen                                                                                | Frank Sundström                                  | Dramaten                         |
| 1973 | Banco                    | Macbett Eugène Ionesco                                                                                  | Staffan Roos                                     | Dramaten                         |
| 1973 | Medverkande              | Spel i pupill Fritz Sjöström                                                                            | Ingvar Kjellson                                  | Dramaten                         |
| 1974 | Astrov                   | Morbror Vanja Anton Tjechov                                                                             | Gunnel Lindblom                                  | Dramaten                         |

### Regi
| År   | Produktion     | Upphovsmän        | Teater                                                             |
| ---- | -------------- | ----------------- | ------------------------------------------------------------------ |
| 1971 | Fordringsägare | August Strindberg | Dramaten Regi tillsammans med Solveig Ternström och Börje Ahlstedt |

## Radioteater

### Roller
| År   | Roll       | Produktion                                       | Regi      |
| ---- | ---------- | ------------------------------------------------ | --------- |
| 1956 | Fästmannen | Tempo, tempo (Der Terminkalender) Max Gundermann | Åke Falck |